# ヴャチェスラフ・レベデフ
ヴャチェスラフ・ミハイロヴィチ・レベデフ（露: Вячеслав Михайлович Лебедев、英: Vyacheslav Mikhailovich Lebedev、1943年8月14日 - 2024年2月23日）は、ロシア連邦の裁判官、弁護士、法学者。ソビエト連邦時代から30年に渡って、最高裁判所長官を務めた。

## 人物
1943年、ソ連支配下のモスクワで誕生。1968年にモスクワ大学法学部の夜間部を卒業。卒業後はソ連産業建設省の労働・賃金部門のエンジニアとして勤務していた。1970年代にはレニングラード州地方裁判所裁判官やジェレズノドロジュニ地方裁判所長官を歴任、1980年代にはモスクワ地方裁判所議長を歴任した。モスクワ地方裁判所勤務中に反ソビエト主義者のジャーナリストであるフェリックス・スヴェトフら数人に1年間の懲役の有罪判決を言い渡している。1989年にはロシア連邦共和国最高会議幹部会の決定により、ロシア連邦共和国最後となる最高裁判所長官を務めた。
1998年には博士論文「刑事訴訟における市民の自由と個人に対する憲法上の権利を保護する司法権」を発表する。2013年9月16日にはロシア代表団の一員としてガーナを訪問し、会談先の南東部の町ホから首都アクラへ向かう途中で交通事故に遭い、全治2ヶ月の負傷を負った。しかし、会談情報の不明瞭さから一部のメディアはサファリを満喫するためにガーナを訪れたのではないかとの憶測が出ていた。
また、近年ではロシア連邦最高裁判所による「国際LGBT運動」の「過激派」宣言、人権団体「メモリアル」の清算、2022年9月の「部分的な動員」の開始などを長官として発表した。2024年2月23日の夜11時45分ごろに死去。80歳没。

## 私生活
趣味は音楽とサッカー鑑賞であり、アゼルバイジャン出身の歌手であるムスリム・マゴマエフとは親交があった。